# Liste der Monuments historiques in Choqueuse-les-Bénards
Die Liste der Monuments historiques in Choqueuse-les-Bénards führt die Monuments historiques in der französischen Gemeinde Choqueuse-les-Bénards auf.

## Liste der Objekte
| Bezeichnung                | Beschreibung            | Standort                                       | Kennzeichnung | Schutzstatus | Datum | Bild |
| -------------------------- | ----------------------- | ---------------------------------------------- | ------------- | ------------ | ----- | ---- |
| Skulptur Christus am Kreuz | Kupfer, 15. Jahrhundert | in der Kirche Notre-Dame de la Nativité (Lage) | PM60000534    | Classé       | 1913  |      |
| Weihwasserbecken           | Stein, 15. Jahrhundert  | in der Kirche Notre-Dame de la Nativité (Lage) | PM60000535    | Classé       | 1913  |      |